# Фајер Ајланд (филм)
Фајер Ајланд (енгл. Fire Island) америчка је романтична комедија из 2022. године. Режију потписује Ендру Ан, по сценарију Џоела Кима Бустера који такође глуми главну улогу, док остатак глумачке поставе чине: Боуен Јанг, Конрад Рикамора, Џејмс Скали и Маргарет Чо. Инспирисан романом Гордост и предрасуда Џејн Остин, прати групу геј пријатеља који одлазе на одмор на Фајер Ајланд, где се ствари компликују класизмом и романтиком.
Продукцију и дистрибуцију радио је Searchlight Pictures, а приказао га је Hulu. Добио је углавном позитивне рецензије критичара.

## Радња
Сваке године Ноа и његови блиски пријатељи Хауи, Лук, Киган и Макс иду на једнонедељни одмор на Фајер Ајланд, познат по својим геј четвртима.

## Улоге
| Глумац          | Улога   |
| --------------- | ------- |
| Џоел Ким Бустер | Ноа     |
| Боуен Јанг      | Хауи    |
| Конрад Рикамора | Вил     |
| Џејмс Скали     | Чарли   |
| Маргарет Чо     | Ерин    |
| Мет Роџерс      | Лук     |
| Томас Матос     | Киган   |
| Торијан Милер   | Макс    |
| Ник Адамс       | Купер   |
| Зејн Филипс     | Декс    |
| Мајкл Грачефа   | Рис     |
| Ејдан Вортон    | Брејден |
| Питер Смит      | Мозиз   |
| Бредли Гибсон   | Џони    |